# Нанаймо
Нанаймо (англ. Nanaimo) — второй по численности населения город на острове Ванкувер (Британская Колумбия, Канада). В Нанаймо находится администрация библиотеки острова.

## История
Залив Нанаймо был открыт в 1791 году во время экспедиции Хуана Карраско под командованием Франсиско де Элиза. 

## География
Расположен в 111 км к северо-западу от Виктории и в 55 км к западу от Ванкувера, от которого Нанаймо отделён проливом Джорджия.

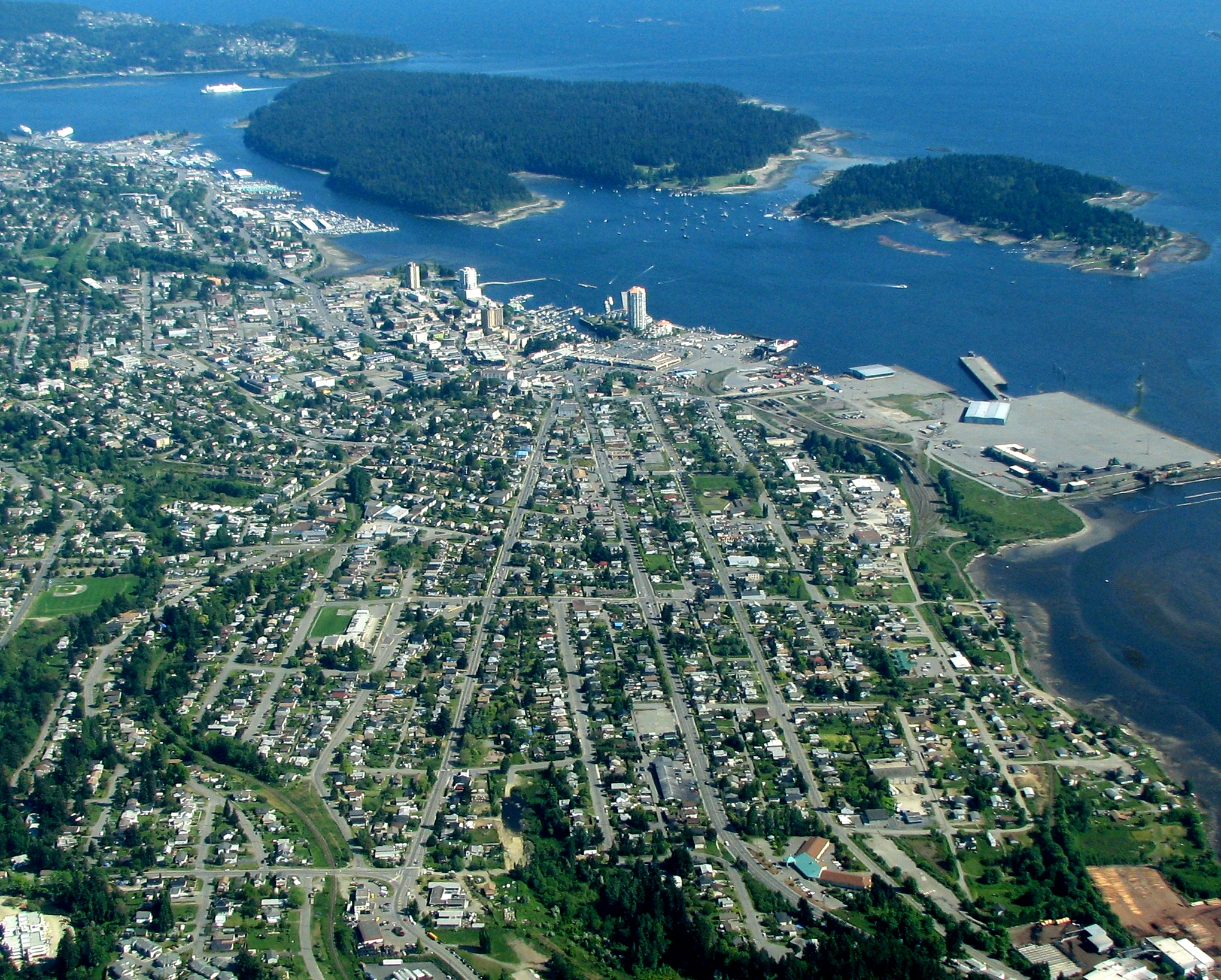
Аэрофотоснимок центра Нанаймо и прилегающих островов

## Климат
Как и в большинстве прибрежных районов Британской Колумбии Нанаймо имеет умеренный климат с мягкой дождливой зимой и теплым сухим летом. Лето здесь сухое, засуха наблюдается в подветренной стороне прибрежных хребтов на севере вплоть до Скагуэи.

## Население
| 2006   | 2011   | 2016   |
| ------ | ------ | ------ |
| 78 692 | 83 810 | 88 799 |

## Известные уроженцы
- Дайана Кролл — известная джазовая певица, лауреат многочисленных музыкальных премий.
- Мэри Вагнер — гражданская активистка, пролайфер, неоднократно подвергавшаяся тюремным заключениям за отговаривание женщин от абортов в клиниках.
- Джодель Ферланд — канадская актриса, номинант на телевизионную премию «Эмми», номинант в категории «Лучшая актриса» на национальную канадскую кинопремию «Джини», номинант на престижную премию «Сатурн».

## Города-побратимы
- Сайтама, Япония (1996)